# Patagoneta
Patagoneta antarctica es una especie de araña araneomorfa de la familia Linyphiidae. Es el único miembro del género monotípico Patagoneta.

## Distribución
Se encuentra en el sur de Chile.